# Japaner

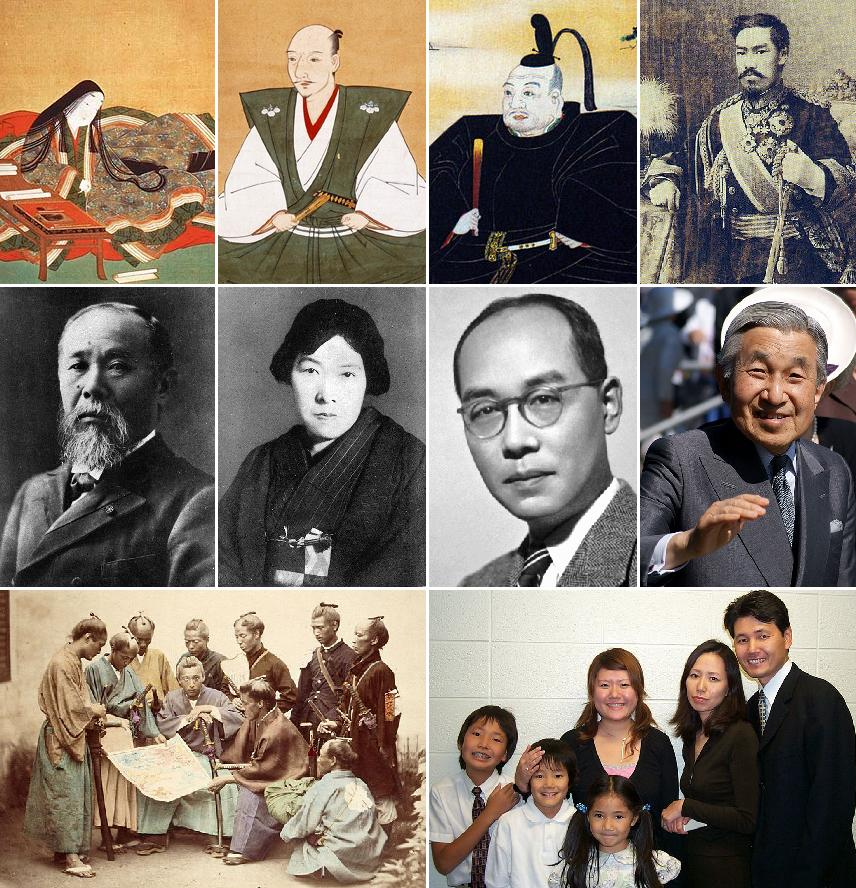
Bekannte Japaner

Als Japaner (japanisch und chinesisch 日本人, Nihonjin) bezeichnet man entweder die Inhaber der japanischen Staatsbürgerschaft oder ethnische Japaner, die allgemein als Yamato (jap./chn.大和民族, Yamato minzoku) bezeichnet werden. Die Yamato stellen heute mit über 98 % die totale Mehrheit der Bevölkerung Japans.

## Definition
Was ein Japaner ist, definieren japanische Soziologen anhand von drei Kriterien:
1. Die Abstammung von japanischen Vorfahren
2. Besitz der japanischen Staatsbürgerschaft
3. Eingliederung in die japanische Kultur (inklusive das Erlernen der Japanischen Sprache)

Ein scharfes Ja-Nein-Kriterium ist sowohl die japanische Staatsbürgerschaft als auch Japanische Vorfahren. Inwieweit die Japaner ethnisch eine Einheit sind und welche Theorien es zu ihrer Herkunft gibt, wird weiter unten betrachtet. Die japanische Kultur ist das „weichste“ Kriterium.

### Halb-Japaner
Als hāfu (ハーフ), „Halbe“ aus engl. „half“, werden in Japan diejenigen bezeichnet, von denen nur ein Elternteil Japaner ist.
Daneben gibt es eine ganze Reihe weiterer Gruppen, die nur eines oder zwei der vorgenannten Kriterien erfüllen:
- Die Zainichi-Koreaner: Die erste koreanische Einwanderungswelle nach Japan begann um das Jahr 1900. Mit der Annexion Koreas 1910 wurden Koreaner zu japanischen Staatsbürgern. Bis in die 1930er Jahre kamen rund 300.000, darunter viele Arbeitsmigranten, deren Land in Korea von Japanischen Siedlerkolonisten geraubt wurde. Im Zweiten Weltkrieg wurden rund zwei Millionen Koreaner gezwungen, in Japan als Zwangsarbeiter zu dienen. Nach dem Ende des Krieges blieb eine Minderheit von rund 600.000 Koreanern im Land, deren Zahl über die Jahrzehnte durch Einbürgerungen, Geburten, Todesfälle und Neueinwanderungen stetig zurückging.
- Die Chinesische Minderheit in Japan: Im Laufe der Jahrhunderte siedelten immer wieder chinesische Händler und Gelehrte nach Japan über, und selbst zur Zeit der Isolation in der Edo-Zeit gab es eine chinesische Kolonie in Nagasaki. Nach der Öffnung Japans entstand eine große Chinatown in Yokohama, die noch heute die größte Chinatown in Japan ist. Heutzutage umfasst die chinesische Minderheit in Japan etwa 300.000 Personen.
- Es gibt auch eine Reihe weiterer eingebürgerter Gaikokujin, darunter auch einige bekanntere Namen wie Debito Arudou und Dave Spector.
- Ainu: Einheimische Bevölkerung von Hokkaidō, Nordwesthonschu, Sachalin und den Kurilen. Erst in den 1970er Jahren begann der Versuch, die traditionelle Ainu-Kultur zu retten und zu rekonstruieren sowie touristischen Zwecken nutzbar zu machen. Heute weist die japanische Einwohnerstatistik rund 27.000 Menschen als Ainu aus, 24.000 davon auf Hokkaido. Ainu sind japanische Staatsbürger, aber keine Japaner im Sinne ihrer Kultur.
- Ryūkyū-Völker: Bewohner der Ryūkyū-Inseln und des ehemaligen eigenständigen Ryūkyū-Königreichs.
- Nikkeijin: Ethnische Japaner, welche einst auswanderten und nun heimkehrten.[2]
  - Japanische Brasilianer: die japanischen Einwanderer und deren Nachkommen in Brasilien. Besonders jüngere Japan-Brasilianer sind zwar von ihrer Abstammung her noch Japaner, aber kulturell weitestgehend „brasilianisiert“, beherrschen oft auch die japanische Sprache nicht mehr oder nur unzulänglich.
- Japaner in Mikronesien: In Mikronesien gibt es noch eine Minderheit von Japanern, aus der Kolonialzeit.
- Kikokushijo (etwa: „Heimgekehrte“): Kinder von Japanern, die für eine Zeit im Ausland gelebt haben bzw. die im Ausland aufgewachsen sind.

### Japanische Ethnie
In der vormodernen Zeit, insbesondere durch die Lehre der Nationalen Studien (Kokugaku), wurde die Auffassung vertreten, dass die Japaner eine ethnisch reine und indigene, autochthone Bevölkerungsgruppe seien, die nur geringfügig mit anderen Völkern vermischt war.
Mit der Einführung westlicher wissenschaftlicher Methoden im späten 19. Jahrhundert kamen andere Theorien auf. Der deutsche Mediziner Erwin Bälz stellte die These auf, dass die Japaner aus einer Vermischung verschiedener Gruppen entstanden seien, die er als „mandschu-koreanischen“, „ainuiden“ und „malaiischen“ Typus klassifizierte.
Tsuboi Shōgorō ordnete die Yayoi- und die Jōmon-Kulturen der „Steinzeit“ zu. Er vertrat die Ansicht, dass diese Kulturen zu „primitiv“ seien, um als direkte Vorfahren der modernen Japaner gelten zu können. 
Im zweiten Jahrzehnt des 20. Jahrhunderts entwickelte Tsubois Schüler, Torii Ryūzō (1870–1953), eine abweichende These. Er argumentierte, dass die indigene Ainu-Bevölkerung und ihre Jōmon-Kultur von den Trägern der Yayoi-Kultur verdrängt worden seien. Letztere identifizierte Torii als die tatsächlichen Vorfahren der modernen Japaner, die er als „echte Japaner“ bezeichnet.
Der Linguist Kanazawa Shouzaburou stellte Vergleiche mit dem Koreanischen auf, um den nördlichen Ursprung der Japaner zu bekräftigen.

## Herkunft

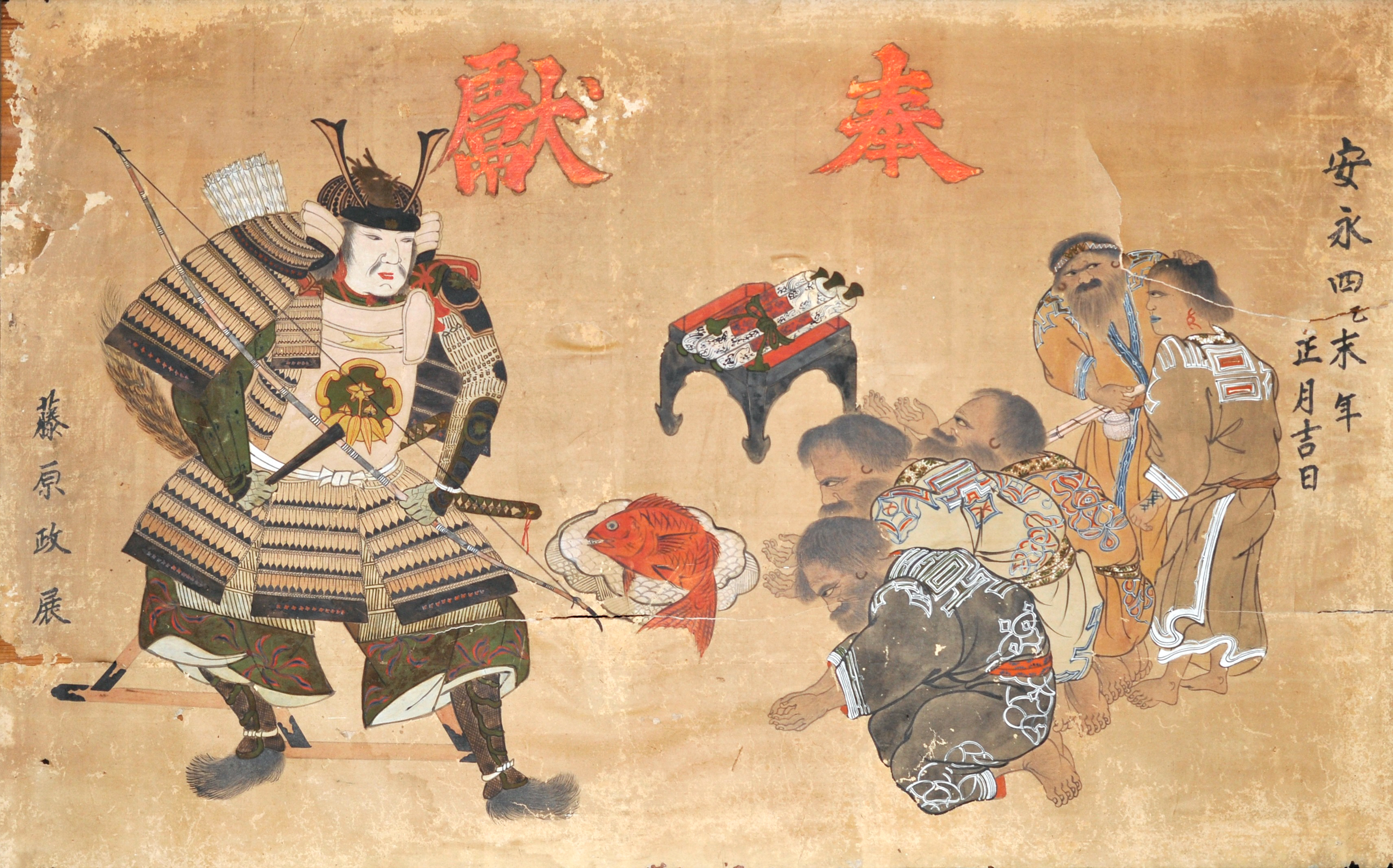
Hier leisten die Ainu einem Japaner Tribut in Hokkaidō.

Wa (倭) ist das erste überlieferte Ethnonym der Bewohner Japans und war die in China und Korea historisch gebräuchliche Fremdbezeichnung für Japan bzw. Japaner. Die Etymologie des Schriftzeichens 倭 lautet „Zwerg“, handelt sich eventuell schlichtweg um eine phonetische Überlieferung der ursprünglichen Selbstbezeichnung, oder ist verwandt mit dem japanischen Personalpronomens der 1. Person わたし watashi „ich“. Die Verwendung des Zeichens wurde von späteren Japanern als abwertend aufgefasst.
Menschen besiedelten Japan nach einigen Quellen bereits vor 100.000 Jahren, spätestens aber seit 25.000 v. Chr., als es während der Eiszeit mit dem Festland verbunden war. Nach der Eiszeit bildete sich in Japan die Jōmon-Kultur, eine Jäger- und Sammler-Kultur mit der namengebenden Jōmon-Keramik. In der späten Jōmon-Zeit fand bei dieser Bevölkerung der Übergang zu Sesshaftigkeit und Landwirtschaft statt. Die Ainu oder die Emishi gelten als Nachfahren dieser (heterogenen) Population.
Ab dem 1. Jahrtausend vor Christus wanderte von Südchina aus Yayoi-Menschen über die Koreanische Halbinsel nach Japan ein und verdrängten die Jōmon-Bevölkerung fast vollständig. Die Mehrheit der Forscher geht von einem Ursprung des Proto-Japanischen und der Proto-Japaner im südöstlichen China aus. Der Anteil der Yayoi-DNA beträgt in heutigen Japanern durchschnittlich 97 %. Die Japaner (Yamato) gelten als eines der homogensten und endogamsten Völker der Menschheit und sind nahe mit anderen Ostasiaten verwandt.

## Mythologie
Japanischen Mythen zufolge einte der legendäre Kaiser Jimmu, ein Abkömmling der Sonnengöttin Amaterasu, im Jahre 660 v. Chr. die Yayoi-Stämme und gründete im Süden der Hauptinsel Honshū das Yamato-Reich, dessen Linie sich ungebrochen bis heute fortgesetzt haben soll. Im Laufe der folgenden Jahrhunderte haben sich die Yamato dann immer weiter nach Norden ausgedehnt.
Die japanischen Gründungslegenden wurden allerdings erst im 8. Jahrhundert (frühestens 710) nachgewiesen, da ein Brand in der Beamtenschule des Hofes (der daigaku) ältere Schriftzeugnisse vernichtete.

## Nihonjinron
Zahlreiche Bücher wurden von Japanern und Ausländern (aus japanischer Sicht) geschrieben, die versucht haben zu ergründen, was Japaner sind und was sie ausmacht. In der Nachkriegszeit hat sich dazu eine eigene Literaturgattung herausgebildet, die als Nihonjinron bezeichnet wird. Bücher, die dem Nihonjinron zuzurechnen sind, beschäftigen sich mit folgenden vier Thesen:
1. Einmaligkeit: Die Japaner sind als Volk, als Kultur, als Rasse einmalig.
2. Rassische Bedingtheit: Die Besonderheit der Japaner ist Ausdruck der Eigenschaften ihrer Rasse.
3. Ahistorizität: Die Eigenschaften und Besonderheiten der Japaner sind keinen historischen Veränderungen unterworfen.
4. Homogenität: Die Japaner sind als Volk / Nation / Kultur / Rasse homogen.

Diese vier Grundthesen und alle ihre Ableitungen sind mittlerweile in der Japanwissenschaft stark umstritten. Der Einfluss einzelner Thesen, wie etwa das Konzept von amae besteht jedoch weiterhin. Viele Bücher, die dem Nihonjinron zuzurechnen sind, sind nicht nur eher populärwissenschaftlich, sie sind auch populär geworden.

## Japaner in verschiedenen Ländern
| Staat                   | Anzahl      |
| ----------------------- | ----------- |
| Japan                   | 125.000.000 |
| Brasilien               | 2.000.000   |
| Vereinigte Staaten      | 1.300.000   |
| Volksrepublik China     | 140.000     |
| Philippinen             | 120.000     |
| Kanada                  | 110.000     |
| Peru                    | 100.000     |
| Australien              | 90.000      |
| Thailand                | 70.000      |
| Deutschland             | 70.000      |
| Vereinigtes Königreich  | 65.000      |
| Argentinien             | 65.000      |
| Frankreich              | 40.000      |
| Singapur                | 35.000      |
| Südkorea                | 35.000      |
| Mexiko                  | 30.000      |
| Hongkong                | 25.000      |
| Malaysia                | 20.000      |
| Republik China (Taiwan) | 20.000      |
| Mikronesien             | 20.000      |